# Chordeleg (cantão)
Chordeleg é um cantão do Equador localizado na província de Azuay.
A capital do cantão é a cidade de Chordeleg.